# Zanthoxylum capense
Zanthoxylum capense är en vinruteväxtart som först beskrevs av Carl Peter Thunberg, och fick sitt nu gällande namn av William Henry Harvey. Zanthoxylum capense ingår i släktet Zanthoxylum och familjen vinruteväxter. Inga underarter finns listade i Catalogue of Life.